# Emil fra Lønneberg (tv-serie)
Emil fra Lønneberg er en svensk-vesttysk tv-serie i 13 dele fra 1974-1976, som er baseret på Astrid Lindgrens børnebogsserie af samme navn. Den bygger på de tre film, som er henholdsvis Emil fra Lønneberg (1971), Nye løjer med Emil fra Lønneberg (1972) og Emil og grisebassen (1973). Filmene blev instrueret af Olle Hellbom, men tv-serien følger dog ikke handlingen i den rigtige rækkefølge fra bøgerne.

## Medvirkende
- Jan Ohlsson - Emil Svensson
- Lena Wisborg - Ida Svensson
- Allan Edwall - Anton Svensson
- Emy Storm - Alma Svensson
- Björn Gustafson - Alfred
- Maud Hansson - Line
- Carsta Löck - Tyttebær-Maja
- Isa Quensel - Tyttebær-Majas stemme
- Paul Esser - doktoren fra Mariannelund
- Hans Lindgren - doktorens stemme
- Gus Dahlström - Stolle-Jocke
- Hannelore Schroth - Fru Petrell
- Marianne Nielsen - Fru Petrells stemme
- Georg Årlin - prosten
- Bertil Norström - hestehandler
- Rudolf Schündler - borgmesteren i Vimmerby
- Gösta Prüzelius - borgmesterens stemme
- Stefan Grybe - borgmesterens søn
- Mimi Pollak - Lill-Klossan
- Ellen Widmann - kommandusen
- Birgitta Valberg - kommandusens stemme
- Jan Nygren - auktionsholder
- Pierre Lindstedt - Bulten i Bo
- Göthe Grefbo – Kråkstorparn
- Curt Masreliez - Good Templar-medlem
- Sven Holmberg - Good Templar-medlem
- Gisela Hahn - lærerinden
- Astrid Lindgren - fortæller